# بيرلانغاس دي روا
بلدية بيرلانغاس دي روا (بالإسبانية: Berlangas de Roa)‏, هي إحدى بلديات مقاطعة برغش, التي تقع في منطقة قشتالة وليون, والتي تقع في شمال غرب إسبانيا.
يبلغ عدد سكانها 247 نسمة وفقاً لإحصائية سنة (2002).